# ۱۲۸ (قمری)
۱۲۸ (قمری)، صد و بیست و هشتمین سال در گاهشماری هجری قمری است. اول محرم این سال برابر با هفتم اکتبر سال ۷۴۵ میلادی است.

## زادگان
- ۲۰ ذی الحجه: موسی کاظم هفتمین امام شیعیان .
- ولادت صاحب فخ، پیشوای قیام فخ در سال ۱۶۹ق علیه هادی عباسی در سرزمینی به نام فخ نزدیک مکه

## درگذشتگان
- درگذشت جابر بن یزید بن حارث جُعْفی از اصحاب امام باقر(ع) و امام صادق(ع) است.
- درگذشت جهم بن صفوان عالمی از موالی خراسان
- درگذشت عاصم بن ابی النجود از قاریان هفتگانه

## وابسته
- موسی بن جعفر